# Stilobezzia spadicicoxalis
Stilobezzia spadicicoxalis är en tvåvingeart som beskrevs av Tokunaga och Murachi 1959. Stilobezzia spadicicoxalis ingår i släktet Stilobezzia och familjen svidknott. Inga underarter finns listade i Catalogue of Life.